# Rogów (powiat konecki)
Rogów – wieś w Polsce położona w województwie świętokrzyskim, w powiecie koneckim, w gminie Końskie. 
Siedziba sołectwa.
| SIMC    | Nazwa      | Rodzaj    |
| ------- | ---------- | --------- |
| 1017652 | Odludnia   | część wsi |
| 1017735 | Stary Młyn | część wsi |

Prywatna wieś szlachecka, położona była w drugiej połowie XVI wieku w powiecie opoczyńskim województwa sandomierskiego. Od XVII do pierwszej połowy XX wieku wieś wchodziła w skład klucza Koneckiego oraz dóbr Końskie Wielkie. Według podziału administracyjnego Polski obowiązującego W latach 1975–1998 miejscowość należała do województwa kieleckiego.
W Rogowie znajduje się szkoła podstawowa i gimnazjum w Zespole Szkół w Rogowie im. Jana Pawła II oraz kościół pod wezwaniem św. Wojciecha 
siedziba rzymskokatolickiej parafii św. Wojciecha w Rogowie.
Przez wieś przechodzi  czarny szlak rowerowy z Piekła do Młynka Nieświńskiego.